# Дикинсон, Брюс
Пол Брюс Ди́кинсон (англ. Paul Bruce Dickinson; род. 7 августа 1958[…], Уэрксоп, Ноттингемшир) — британский рок-музыкант, писатель, спортсмен (фехтовальщик), пилот гражданской авиации, теле- и радиоведущий, автор книг и сценарист, продюсер, прежде всего известный как фронтмен хеви-метал-группы Iron Maiden.
Покинув Iron Maiden в 1993 году на волне спада популярности хеви-метала, Дикинсон прошёл долгий путь творческого поиска, в процессе которого безуспешно экспериментировал с новыми музыкальными стилями (в частности с гранжем). После создания группы Skunkworks и её коммерческого провала возобновил сотрудничество с гитаристом Roy Z. Результатом их сотрудничества стали успешные хеви-метал-альбомы Accident of Birth и The Chemical Wedding. В итоге успех Дикинсона как сольного вокалиста стал расти, тогда как покинутая им группа постепенно теряла популярность. Его возвращение в Iron Maiden в 1999 году вернуло коллективу былую известность, но в то же время не стало препятствием для его сольной карьеры и работы в качестве пилота гражданской авиации.
Дикинсон является одним из самых известных вокалистов в жанре хеви-метал. Его сильный высокий голос и стиль пения повлияли на становление нового поколения музыкантов, среди которых — Тимо Котипелто (Stratovarius), Андрэ Матос (Angra) и многие другие. Дикинсон также получил широкое признание критиков: он занимает 2-е место в списке «66 лучших хард-рок/метал-фронтменов всех времён» по версии Loudwire, 8-е место в списке величайших фронтменов всех времён по версии Classic Rock и 3-е место в списке величайших фронтменов хэви-метала по версии New Musical Express.
За мощные вокальные данные Дикинсон получил от поклонников прозвище Air Raid Siren (с англ. — «Сирена противовоздушной обороны»).
Почётный гражданин Сараево (2019).

## Биография

### Детство
Пол Брюс Дикинсон родился 7 августа 1958 года в Уорксопе, небольшом шахтёрском городе в графстве Ноттингемшир. Хотя его первое имя Пол, он с детства предпочитает, чтобы его называли вторым именем — Брюс. Его родители были ещё подростками (матери, находящейся на 5-м месяце беременности, на момент свадьбы было около 17 лет, а отцу 18), и незапланированное появление ребёнка как раз и подтолкнуло их к бракосочетанию, потому как в Англии 1950-х годов аборты были ещё запрещены. Сам Дикинсон об обстоятельствах своего появления на свет узнает в середине 1990-х годов, когда в одном из телефонных разговоров мать скажет, что он был «крайне незапланированным ребёнком». Музыкант запомнит слова «accident of birth» (юридический термин: факт рождения, дословно в переводе с англ. — «рождённый случайно»), которые позже ознаменуют поворотную точку в его карьере.
Едва окончив школу и практически не имея средств к существованию, молодая пара поначалу была вынуждена жить вместе с дедушкой и бабушкой Брюса, которые взяли на себя часть ответственности за первоначальное воспитание ребёнка. Мама Брюса, Соня (англ. Sonia), работала по полдня в обувном магазине, а отец, Брюс-старший, служил в армии мотористом. Будучи «обыкновенным разгильдяем», отец потерял свои водительские права и принял решение пойти в армию добровольцем. Работа оплачивалась лучше, и, кроме того, он смог сразу же восстановить права. На тот момент, когда Брюсу пора было идти в школу (его первая школа называлась Мэнтон (англ. Manton)), его родители переехали из Уорксопа и оставили его вместе с бабушкой и дедушкой, пока сами обосновывались в Шеффилде, ближайшем городе, где проще было найти работу. Воспитанием юного Брюса фактически занимались дед и бабка. Дед работал забойщиком в каменноугольной шахте, а бабка в основном занималась домашним хозяйством, изредка подрабатывая парикмахером. Как вспоминал Дикинсон, дед был очень хорошим человеком, который заменил ему отца и первым делом научил его постоять за себя. Дед и бабушка первыми познакомили мальчика с миром музыки: под «The Twist» Чабби Чекера Брюс танцевал в гостиной их дома, а позже мальчик уговорил деда купить пластинку «She Loves You» The Beatles.
Переехав вслед за родителями в Шеффилд в возрасте 6 лет, Брюс никогда не ощущал на себе их внимания и заботы. Сосредоточенные на зарабатывании денег, которых постоянно не хватало, отец и мать воспринимали сына как обузу, которую надо обувать, кормить и одевать. Помимо этого родителям Брюса были чужды какие-либо музыкальные предпочтения, и любовь мальчика к музыке, которую он обнаружил у себя в доме бабушки и деда, не находила здесь никакой поддержки.
В результате частых переездов, вызванных родительскими поисками заработка, Брюс переводился из одного учебного заведения в другое, лишаясь возможности завести себе постоянных друзей. Когда парню исполнилось 12 лет, поднакопившие денег родители отдали Брюса в частную школу-пансионат Аундэйл (англ. Oundale), пребывание в которой отличалось от государственных школ тем, что конфликты с учащимися выливались не в драки, а в «систематическое мучение». Позже, вспоминая о регулярных избиениях и издевательствах в пансионате, Дикинсон объяснил, что удерживало его от жалоб родителям:

«Просто не позволяй людям взять верх над тобой, так я считал. Даже если ты лежишь с побитыми внутренностями, ты всё ещё можешь сказать: „Да, ты больше меня и ты можешь меня избить, но ты не лучше меня. Я лучше тебя, парень“. Так было со мной. Я вдоволь плакал в одиночестве, но никогда, никогда в жизни не показывал такого рода… слабость на людях, иначе они бы действительно победили».Оригинальный текст (англ.)You just don't let people get the better of you, that was my attitude. Even if you're lying there with all your guts kicked in, you can still go away saying, 'All right, you're bigger than me, you can beat the shit out of me if you want, but you're not superior. That's me, mate.' And that's what occurred to me. I used to cry my fucking eyes out in private, but never, ever, ever, ever show that sort of...of weakness in public, because then they really have won.

Дикинсон (в центре), Аундэйл, 1974 год

В школьные годы Дикинсон впервые проявил себя как актёр и вокалист. В Аундэйле, где из всех развлечений разрешалась только музыка, парень впервые услышал песню «Child in Time» группы Deep Purple, что произвело на него неизгладимое впечатление. Кроме того, пансионат посещали такие известные коллективы, как Van der Graaf Generator, Wild Turkey и The Crazy World of Arthur Brown, что также влияло на формирование мироощущения молодого Брюса. В пансионате Дикинсон присоединился к театральному кружку, где участвовал в постановке многих пьес, включая трагедию «Макбет» Шекспира, а вскоре увлёкся игрой на барабанах, и хотя возможности репетировать у парня не было, он пытался присутствовать на репетициях школьной группы, где запоминал партии ударных. Тогда же Дикинсон впервые попробовал себя в качестве вокалиста, после того как выяснилось, что он берёт более высокие ноты, чем солист местной группы.
После инцидента, когда Дикинсон с товарищем помочились в обед директора, а затем сами и рассказали об этом, Брюса, к его собственному удовольствию, отчислили из пансионата. Среднее образование он закончил в государственной школе в Шеффилде. Там же юноша присоединился к мальчишеской группе Paradox, которая стала его первым серьёзным шагом на пути к профессиональной карьере.

### Юность
Школьная группа изначально носила название Paradox, по предложению Дикинсона она была переименована в Styx (подростки не подозревали, что такое же название имеет известная американская софт-рок-группа). Под влиянием Брюса остальные участники коллектива, творчество которых до этого ограничивалось репетициями в гараже и исполнением кавер-версий, всё-таки сделали несколько выступлений и записали собственный материал. Коллектив в скором времени распался, но для 17-летнего вокалиста участие в нём принесло первый опыт написания песен и выступления на сцене.
Окончив школу в 18 лет с отличными оценками по английскому, истории и экономике, Дикинсон поначалу решил пойти служить в армию, как отец. Он уже записался в Территориальный армейский добровольческий резерв несколькими месяцами раньше. Его отец был особенно рад, что у сына будет карьера в вооружённых силах.
Однако отслужив полгода, будущий музыкант осознал, что военная служба не для него. Карьера рок-вокалиста на тот момент казалась ему недостижимой, и в итоге Брюс поступил на исторический факультет колледжа Квин Мэри (англ. Queen Mary College), расположенный в лондонском Ист-Энде. Объясняя родителям своё решение как необходимый этап перед началом военной карьеры, он сразу же начал поиск группы, в которой мог бы реализовать свой творческий потенциал. В университете Дикинсон познакомился с мультиинструменталистом Полом «Нодди» Вайтом, с которым и обсудил возможность создания собственного коллектива. В результате Дикинсон, Пол «Нодди» Вайт, Стив Джонс, Адам Хайенд и Мартин Фрешвотер создали новый коллектив — Speed. Джо Шуман, автор биографии Брюса Дикинсона, описал стиль группы следующим образом: «В звучании Speed гибрид стремительного хард-рока и тяжеловесного метала в духе Judas Priest соединился с головокружительными пассажами клавишных в неоклассическом ключе, весьма созвучными с тем, что играли такие же вовлечённые в развивающееся панк-движение паб-рокеры, как The Stranglers». После распада Speed Дикинсона пригласили в другой коллектив — Shots. Выступая по клубам, группа не привлекала особого внимания, пока в один вечер Дикинсон не начал насмехаться над безразличными к музыке зрителями, которые стали сразу следить за происходящим на сцене. Польщённый таким вниманием Брюс стал подшучивать над аудиторией каждый вечер, постепенно накапливая первый опыт фронтмена. Как признавался он сам, «именно тогда я сделал попытки быть не только вокалистом, но и фронтменом. Я понял позже, что многие могут петь, но попросите их подняться на сцену и завести публику. Они не могут. Они не знают как. Так что этот опыт был важен в моей работе».
Самой большой удачей Брюса стал тот вечер, когда участники группы Samson неожиданно появились на концерте Shots в Мейдстоне (1978 год). Благодаря песням гитариста Пола Сэмсона (англ. Paul Samson) эта группа уже выпустила один альбом Survivors на независимом лейбле Lazer. Коллектив вызывал большой интерес у публики наряду с Iron Maiden, Saxon и Angel Witch, как один из самых ярких представителей зарождающегося движения, известного как Новая волна британского хэви-метала. Но в основном они были известны тем, что их барабанщик Thunderstick (настоящее имя — Барри Грэм) всегда надевал маску S&M на сцене и играл запертым в клетку для животных. В тот момент группа Samson состояла из трёх человек и искала себе нового вокалиста.

### Музыкальная карьера

#### Samson
Получив практически незамедлительное приглашение присоединиться к группе, Дикинсон столкнулся с проблемой другого характера: через две недели необходимо было сдавать выпускные экзамены в университете. Этот диплом никогда не был особенно важен для Брюса, пока он не осознал, что у него больше может не быть шанса сдать выпускные экзамены, кроме как отказаться от всех своих побочных занятий, по крайней мере, на время. Провалив все экзамены за второй курс, Дикинсон не захотел выпуститься круглым двоечником, поэтому, засев на две недели в библиотеке, он практически догнал свой поток. В итоге он сдал всё не хуже остальных.
Однако резкий переход от экзаменов к репетициям с Samson не мог не сказаться на силах музыканта, который к тому же чувствовал себя чужим для других участников коллектива. Как результат, практически с первых дней в новой группе он стал употреблять наркотики, а именно - курить марихуану. Вскоре Дикинсон осознал, что для общения с остальным коллективом и поддержания творческой обстановки ему попросту приходится продолжать это делать.
Так я приходил к выводу, что надо просто выкурить косяк. Иначе было невозможно что-либо написать. … я превратился на пару лет в такого человека, каким я на самом деле не был. Я просто слишком сильно хотел стать вокалистом и думал, что это лишь часть той цены, которую я должен заплатить за это.
Присоединившись к Samson сразу после выпуска ими альбома Survivors, Дикинсон вместе с остальными участниками группы приступил к репетициям, а также к записи новых песен. Появление нового участника не могло не повлечь изменение звучания: «Наше трио чем-то напоминало Хендрикса, Рори Галлахера и хеви-метал. Кроме того мы джемовали как Cream и Mountain, — вспоминал Пол Сэмсон. — С приходом Брюса мы стали больше ориентироваться на исполнение песен со структурированными соло, хотя по-прежнему включали в выступления джем-сейшны». Примерно в то же время музыкант получил от других участников группы прозвище Bruce Bruce, позаимствованное из одного эпизода «Монти Пайтона» (Эпизод 22).
Поскольку Дикинсон присоединился к группе сразу после записи альбома Survivors, на концертах ему приходилось исполнять песни, которые не были рассчитаны на его вокальный диапазон. Проблема подобного рода побудила музыкантов приняться в скором времени за запись новых песен, которые были включены в гастрольный тур, а их студийная версия была представлена уже в следующем альбоме — Head On (выпущенный в 1980 на лейбле Gem). Группа перезаписала с Дикинсоном и альбом-предшественник, однако официально в продажу эти версии песен поступили лишь в 2001 году в качестве бонуса к переизданному Survivors.
Как Samson, так и Iron Maiden в то время были ведущими представителями Новой волны британского хэви-метала, и принадлежность к одному музыкальному движению была обусловлена тесной связью, которая установилась между коллективами, конкурирующими между собой на тот момент. Впервые выступление Iron Maiden Дикинсон увидел в 1980 году. Последующая их встреча состоялась год спустя, когда Samson записывали Shock Tactics в студии, соседней с той, где Maiden работали над альбомом Killers. Дикинсон сразу отметил для себя сходство группы со своими кумирами Deep Purple, однако сам попытки наладить контакт с группой не предпринимал. В то же время Samson настигли крупные проблемы в связи с менеджментом и продюсированием альбомов, так как их бывший лейбл обанкротился, а новый не воспринимал их должным образом и, соответственно, не собирался финансировать.
По словам самого Дикинсона, выступление на фестивале в Рединге стало последней точкой соприкосновения: он получил приглашение на прослушивание в Iron Maiden, и на этом моменте этап его карьеры с Samson получил своё логическое завершение.

#### Iron Maiden
В Iron Maiden Дикинсон пришёл на смену уволенному вокалисту Полу Ди’Анно, который был в составе группы с 1978 по 1981 год, записал два первых студийных альбома и принял участие в нескольких мировых турах. При всей несомненной важности Ди’Анно для начального успеха коллектива многим было очевидно, что бесшабашный вокалист, злоупотребляющий наркотиками и алкоголем, участник множества потасовок и поклонник панк-рока, не вписывается в рамки Iron Maiden и успех с ним имеет обозримые пределы. В отличие от своего вокалиста, который мало задумывался о перспективах карьеры, остальные участники группы мечтали о дальнейшем творческом росте в целом и о популярности в Америке в частности, что было недостижимо с Ди’Анно в качестве фронтмена. Именно по этой причине Пол был вынужден покинуть коллектив, а ему на смену был приглашён Брюс Дикинсон.
Уже на первой репетиции Дикинсон осознал, что уровень подготовки в Iron Maiden был выше, чем в его предыдущей группе. Коллектив был полностью оснащён необходимым оборудованием, имел профессиональный техперсонал, контракт с компанией звукозаписи, хорошего менеджера, а главное — амбиции и желание работать.

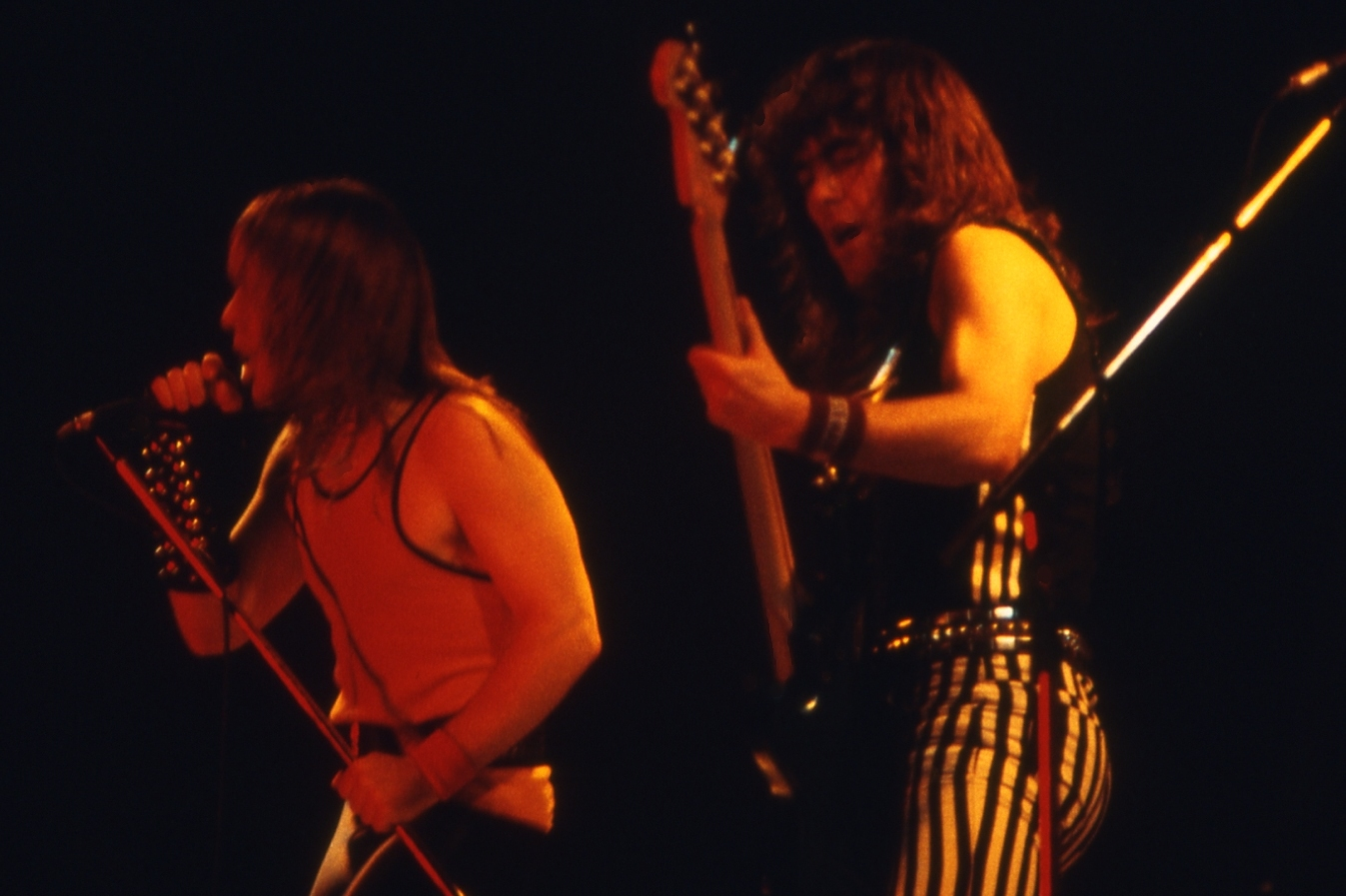
Брюс Дикинсон в составе Iron Maiden (тур The Beast On The Road, Сан-Себастьян, Испания, 1982 год)

После принятия приглашения присоединиться к Iron Maiden Дикинсон провёл неделю, репетируя с группой, записывая несколько демо и постепенно убеждаясь, что это именно та группа, которая ему нужна. Дикинсон также обнаружил, что порядки в группе были весьма строгими: в то время как Samson бесцельно дурачились, Maiden работали с довольно ясным представлением о требуемом результате по чётко определённому плану, разбитому на календарные дни.
После нескольких выступлений в Италии, позволивших Дикинсону влиться в коллектив, группа приступила к записи третьего альбома. Альбом The Number of the Beast был записан в течение 5 недель. Из-за проблем, связанных с контрактом с предыдущим лейблом, Дикинсон изначально вообще не упоминался как автор музыки и текста, хотя, по его собственным словам, внёс «моральный вклад» в написание песен «The Prisoner», «Children of the Damned» и «Run to the Hills».
С новым альбомом Iron Maiden наконец-то отправились в США, где их встречали с одной стороны восторженные поклонники, с другой — религиозные фанатики, которые публично уничтожали альбом The Number of the Beast, обвиняя британских музыкантов в безнравственности и поклонении Сатане.
Перед записью следующего альбома менеджеры Iron Maiden уладили юридические проблемы с правами Дикинсона, благодаря чему в альбоме Piece of Mind (1983) вокалист уже значился как автор музыки и текстов. Его первым «официальным» вкладом в творчество группы стала композиция «Revelations» — шестиминутное размышление на религиозную тематику, включающее отсылки к творчеству английского христианского мыслителя Г. К. Честертона, индуизму и египетской мифологии, а также к работам известного оккультиста Алистера Кроули, увлечение которым Дикинсон пронесёт через всю свою жизнь. Помимо «Revelations» Брюс принял участие в создании песен «Flight of Icarus», «Die With Your Boots On» и «Sun and Steel».
Свой вклад в творчество группы вокалист продолжил при работе над следующим альбомом Powerslave, в заглавной композиции к которому он вновь обратился к египетской тематике. В поддержку альбома был организован гастрольный тур World Slavery Tour, который стал одним из самых масштабных турне в истории коллектива и рок-музыки в целом. В рамках нового тура Дикинсон старался привнести в свои выступления больше театральных элементов: во время исполнения песни «Powerslave» он надевал перьевую маску, а при исполнении композиции «Revelations» музыкант появлялся на сцене с гитарой, на которой играл акустический перебор.
Несмотря на чрезвычайно напряжённый график гастролей, музыкант имеющееся свободное время отводил для занятий излюбленным видом спорта — фехтованием. Как признавался сам Брюс, его появление в аэропорту с набором для фехтования вызывало у работников таможни глухое недоумение:
Вы не можете себе представить проблемы, с которыми я столкнулся при общении с таможенниками. Я выучил слово «фехтование» на десяти разных языках! И каждый раз меня встречали одним и тем же вопросом: «О, я вижу, Вы профессиональный фехтовальщик». И мой ответ всегда был одним и тем же: «Нет, я певец». Они смотрели на меня немного удивлённо.Брюс Дикинсон
После завершения World Slavery Tour (в мае 1985 года) Дикинсон вернулся в Англию, где наконец мог насладиться долгожданным отдыхом. К этому времени он уже женился — его спутницей жизни стала девушка Джейн (англ. Jane), отношения с которой у музыканта длились ещё со времён пребывания в Samson. Время, свободное от гастролей и записи нового материала, Брюс решил посвятить спорту, на этот раз уделив ему главное внимание. Спустя годы в интервью журналу Sports Illustrated он признавался: «Я не хотел бы дожить до сорока лет, а потом сказать, что всё, что я делал в своей жизни, — это выглядывал в окно гастрольного автобуса и напивался вусмерть». И если до этого времени занятия фехтованием носили спорадический характер, то летом 1985 года певец тренировался 5 раз в неделю, пригласив в качестве наставника тренера британской олимпийской сборной по фехтованию З. Войцеховского (англ. Ziemak Wojciechowski). Впрочем, Брюс так и мог бы остаться усердным, но посредственным фехтовальщиком, если бы вовремя не обратил внимание на то, что использует неправильную руку. Однажды во время гастролей музыканты дурачились с оружием и стрельбой по мишеням, и кто-то обратил внимание, что Дикинсон целится левым глазом. Этот факт заинтересовал музыканта, он пересмотрел литературу по вопросам координации «глаз-рука» (англ. eye–hand coordination), функциях левого и правого полушария головного мозга и пришёл к выводу, что рациональнее будет переквалифицироваться в фехтовальщика-левшу. «В принципе, мне пришлось учиться фехтовать заново,— вспоминал он. — Это выглядело странно на первый взгляд. Все было гораздо более естественным, хотя я думал, что я делаю что-то неправильно. Моя координация и синхронизация также значительно улучшились, хотя я по-прежнему испытывал проблемы с ногами, которые были приучены к правосторонней стойке».
Ему предстояло ещё решить проблемы, связанные со стойкой, но к концу 1986 года он принял участие в соревнованиях и добрался до финальной серии из 16 турниров как в Англии, так и в Голландии.
Вместе с тем в преддверии записи нового альбома Дикинсон нашёл время для сочинения новых композиций, в которых основной акцент был сделан на акустическое исполнение, что, по мнению музыканта, должно было освежить звучание Iron Maiden. Однако ни басист Стив Харрис (основатель и главный идейный лидер Iron Maiden), ни продюсер Мартин Бирч не оценили предложения вокалиста и посчитали, что предложенный им материал не вписывается в стилистику коллектива. «Все написанные мною песни звучали как испанский фолк, — признался позже Брюс в интервью журналу Hard Rock. — Я помню, как исполнял свои серенады Стиву. Все хохотали. Так что, там [в альбоме Somewhere in Time] только одна моя песня».
Когда тур Somewhere on Tour был завершён, Дикинсон переехал в Бонн, где он смог быть ближе к Западногерманскому центру фехтования (англ. West German national centre for fencing) — международному центру, где собирались элитные спортсмены и тренеры фехтования. В конце 80-х Дикинсон достиг пика своей спортивной карьеры: он поднялся до 7 позиции в списке лучших фехтовальщиков Великобритании, а его клуб (Hemel Hempstead Fencing Club) представлял Великобританию на Европейском кубке 1989 года.
Iron Maiden приступили к работе над новым, на этот раз концептуальным альбомом. Это опять-таки была неизведанная территория для группы. Харрис записал песню «The Clairvoyant», Дикинсону идея понравилась, и вскоре группа приступила к записи цельного альбома, основанного на истории персонажа, наделённого даром предвидения. На этот раз Брюс в соавторстве с другими участниками группы написал половину текстов песен, используя часть наработок, созданных для предыдущей пластинки.
После окончания тура в поддержку альбома Seventh Son of a Seventh Son в 1988 году, который увенчался участием группы в качестве хедлайнеров на фестивале Monsters of Rock в Донингтоне перед стосемитысячной толпой, музыканты взяли годичный перерыв. Дикинсон использовал освободившееся время для реализации своих творческих возможностей вне рамок Iron Maiden: он использовал предоставившуюся возможность записать саундтрек к триллеру «Кошмар на улице Вязов 5: Дитя сна», пригласив для участия в записи своего старого друга Яника Герса.
Примерно в это же время Дикинсон появился в эпизоде телесериала Paradise Club, где он играл роль рок-гитариста, пытавшегося вырваться из-под диктата компании звукозаписи. Некоторые треки для серии, записанные Дикинсоном, были преимущественно кавер-версиями — за исключением «Ballad of Mutt», на которой Брюс играет соло на акустической гитаре.

#### Завершение работы в Iron Maiden. Начало сольной карьеры.
После записи песни «Bring Your Daughter to the Slaughter» руководители Zomba Records, вдохновлённые успешным сотрудничеством с рок-вокалистом, обратились к нему с предложением выпуска целого альбома с подобным материалом. Дикинсон немедленно обратился к Янику Герсу:
Я позвонил Янику и сказал: «Яник, мы должны записать ещё один альбом этого дерьма, быстро». А он сказал: «И что мы будем делать?». [Я сказал:] «Ну, а мы напишем им песни — фриковскую, стоунзовскую, что-нибудь под AC/DC, и просто посмеёмся, потому что у этих парней куча денег и они всё равно нам заплатят, так что — давай на этом закончим разговоры и поработаем в своё удовольствие.
Оригинальный текст (англ.)I called Janick and went, «Janick, we have to write another album of this shit, quick» and he said, «What shall we do?». [And I said,] "Oh well, we will write a freack sort of tune and Rolling Stones kind of a tune and an AC/DC kind of a tune and we will just have a laugh because these guys have loads of money and they will pay for us to make a record so just shut up and have a laugh.
В результате их работы свет увидел альбом Tattooed Millionaire, который был записан в короткие сроки — два месяца. Позже Дикинсон утверждал, что если и искал отдушину от работы в Iron Maiden, то его первый сольный альбом всё-таки был исключением: «За исключением „Born in '58“, в том альбоме не было ничего особенно глубокого». Первая сольная пластинка, по словам самого музыканта, получилась очень удачной и разошлась полумиллионным тиражом, что во многом было обусловлено мировой известностью Iron Maiden. С другой стороны, успех Дикинсона в США способствовал успеху его основной группы за океаном, и в скором времени Iron Maiden подписали контракт с крупной американской компанией Sony.
После кратковременного отпуска Дикинсон вернулся в группу (вместе с ним в коллектив пришёл гитарист Яник Герс, который сменил ушедшего Эдриана Смита), но чувство творческой неудовлетворённости у музыканта осталось. Спустя многие годы он вспоминал:
Когда я вернулся в Maiden, мы записали пару альбомов, и я почувствовал, что вне группы было что-то такое, чего мне недостаёт. Я не знал, чего именно, но легче от этого мне не становилось.
Дикинсона не устраивало качество материала, который он создавал в рамках Iron Maiden, а также тот факт, что Стив Харрис стал продюсировать альбомы коллектива, таким образом всецело контролируя процесс записи и качество исходного материала. Воспользовавшись перерывом в гастрольном графике группы (Iron Maiden готовились к турне Real Live Tour, который на тот момент станет для них последним туром с Дикинсоном), Брюс отправился в Лос-Анджелес к продюсеру Кейту Олсену с намерением показать ему имеющиеся наработки. В то время музыкант в сольном творчестве ориентировался на американский формат: Iron Maiden в силу своего несоответствия радиоформату не могли завоевать этот сегмент рынка, так что музыкант стремился заполнить эту нишу сольным творчеством. Как вспоминал продюсер Кейт Олсен, Дикинсон «хотел повернуться на 180 градусов от того, что он делал в Maiden», поэтому музыканты экспериментировали с программированием, электронными аранжировками и старались всецело избежать присутствия метал-звучания в записи.
Однако прежде чем запись альбома подошла к концу, музыкант вернулся к Iron Maiden, чтобы отыграть с ними запланированные концерты. Его последнее (на тот момент) выступление в составе группы состоялось 28 августа 1993 года. В финале выступления, которое сопровождалось участием иллюзиониста Саймона Дрейка, Дикинсон был помещён в средневековое орудие пыток («железную деву»), с помощью которой и был «казнён» ассистентами иллюзиониста. Смерть на сцене должна была символизировать конец эпохи Дикинсона в Iron Maiden.

#### Сольная карьера
После завершения турне музыкант вновь прибыл в Лос-Анджелес, где планировал продолжить работу с Кейтом Олсеном, результаты сотрудничества с которым, впрочем, не приносили ему большого удовольствия. Поворотной для карьеры Дикинсона стала встреча с американским музыкантом Роем Рамиресом, более известным как Roy Z. Музыка, которую писал Рой для своей группы Tribe of Gypsies, настолько впечатлила вокалиста, что он отказался от сотрудничества с Олсеном и пригласил Рамиреса стать продюсером его новой работы:
Он поставил запись своей группы, The Tribe of Gypsies, я прослушал её и подумал: «Чёрт, зачем мне вообще всё это — возня с компьютерами, лос-анджелесская чушь?» Ну, а поскольку он очень хотел поработать совместно, я сказал: «ОК, давай это сделаем». Первоначально я намеревался написать три-четыре песни, тяжёлые вещи, и добавить их к пластинке, записанной Кейтом Олсеном. … Я вернулся к привычному для меня рок-н-роллу. Никаких следов Кейта Олсена. Менеджеры облегчённо вздохнули.
После выхода в свет альбома Balls to Picasso (1994) Рой Зи и Tribe of Gypsies продолжили совместную деятельность, а Дикинсон, вдохновлённый опытом успешной работы, продолжил поиск новых партнёров.
В 1994 году музыкант познакомился с молодым гитаристом Алексом Диксоном и предложил ему сотрудничество, главным образом с той целью, чтобы организовать концертную команду для гастрольного тура в поддержку Balls to Picasso. В состав коллектива также вошли бас-гитарист Крис Дэйл (англ. Chris Dale) и барабанщик Алессандро Елена (англ. Alessandro Elena). С новой командой Дикинсон выступал на небольших европейских и американских площадках, стараясь всеми силами избежать ярлыка «бывшего вокалиста Iron Maiden». Британская часть турне включала выступление в клубе Marquee Club, которое было записано и издано как бонус-диск к альбому Alive in Studio A. Идея данной двойной пластинки заключалась в том, чтобы представить публике новую группу Дикинсона, на тот момент ещё не имевшую название, но позже получившую известность как Skunkworks. Позже Брюс признавался, что абсолютно не рассчитывал на коммерческий успех этой записи, однако объёмы продаж превзошли его ожидания. В конце того же 1994 года Дикинсон и его команда приняли предложение выступить в осаждённом Сараево для моральной поддержки союзнических войск. На тот момент от этого предложения уже отказались такие известные рок-группы, как Motorhead и Metallica. Как вспоминал басист Крис Дэйл, это путешествие, общение с местными жителями и виды разрушенного города произвели на музыкантов неизгладимое впечатление. За всё время осады Сараева больше никто из западных музыкантов так и не отважился на концерт в эпицентре военных действий.
На протяжении 1994 — первой половины 1995 гг. Брюс и его команда исполняли песни из альбомов Tattooed Millionaire и Balls to Picasso, которые были записаны совершенно другим составом. Исходя из этого Дикинсон счёл необходимым записать текущим составом новый материал. В качестве продюсера для новой работы он пригласил Джека Эндино (англ. Jack Endino), известного своей работой с гранжевыми коллективами, такими как Mudhoney, Soundgarden и Nirvana. Как вспоминал Эндино, Брюс настаивал на том, что в его группе все музыканты имеют равные права, хотя остальные участники Skunkworks понимали, что они работают с маститым рок-вокалистом, который вдвое старше их, и что последнее слово остаётся за ним. Альбом, получивший название Skunkworks, но изданный по настоянию менеджеров под именем Bruce Dickinson, носил гранжевый оттенок, что не только стало неприятным сюрпризом для слушателей (Брюса не приняли как поклонники гранжа, так и металлисты), но и заставило крепко задуматься самого музыканта. Кроме того, серьёзные разногласия намечались в составе самой группы, поскольку музыкальные предпочтения Дикинсона и остальных участников сильно отличались, и, как вспоминал Эндино, их работа напоминала создание подобия Франкенштейна из различных неоднородных кусков. После выхода альбома группа отправилась в новый гастрольный тур. Как вспоминал Брюс, его злость достигла предела, когда Skunkworks стали ставить в турне с абсолютно неподходящими группами: «Мы ездили с Helloween, чёрт возьми! Ужасно неуместное сочетание!» Когда же подошла очередь к записи второго студийного альбома, Дикинсон пришёл к выводу, что Skunkworks исчерпали себя и единственно правильным решением было бы распустить группу.
Планируя записать свой последний альбом, Брюс вновь привлёк к сотрудничеству Роя Зи и, отказавшись от любых экспериментов, приступил к работе над новым хэви-метал-альбомом Accident of Birth. В записи альбома и последующем туре участвовал бывший гитарист Iron Maiden Эдриан Смит. Accident of Birth имел большой успех, и Дикинсон продолжил работу в этом направлении при записи следующего альбома The Chemical Wedding, основанном на произведениях Уильяма Блейка. Ко времени выхода концертного альбома Scream for Me Brazil отношения Брюса с Iron Maiden нормализовались, и вокалист вернулся в родную команду.

#### Возвращение в Iron Maiden. Продолжение сольной карьеры

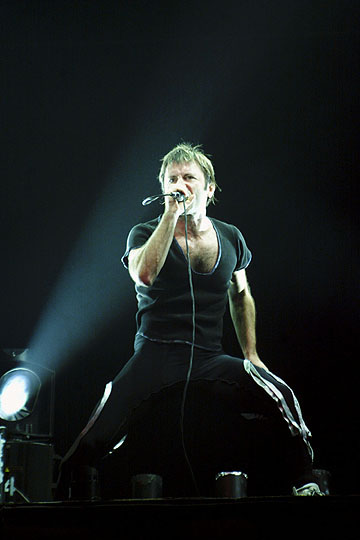
Дикинсон в составе Iron Maiden, 1999 год

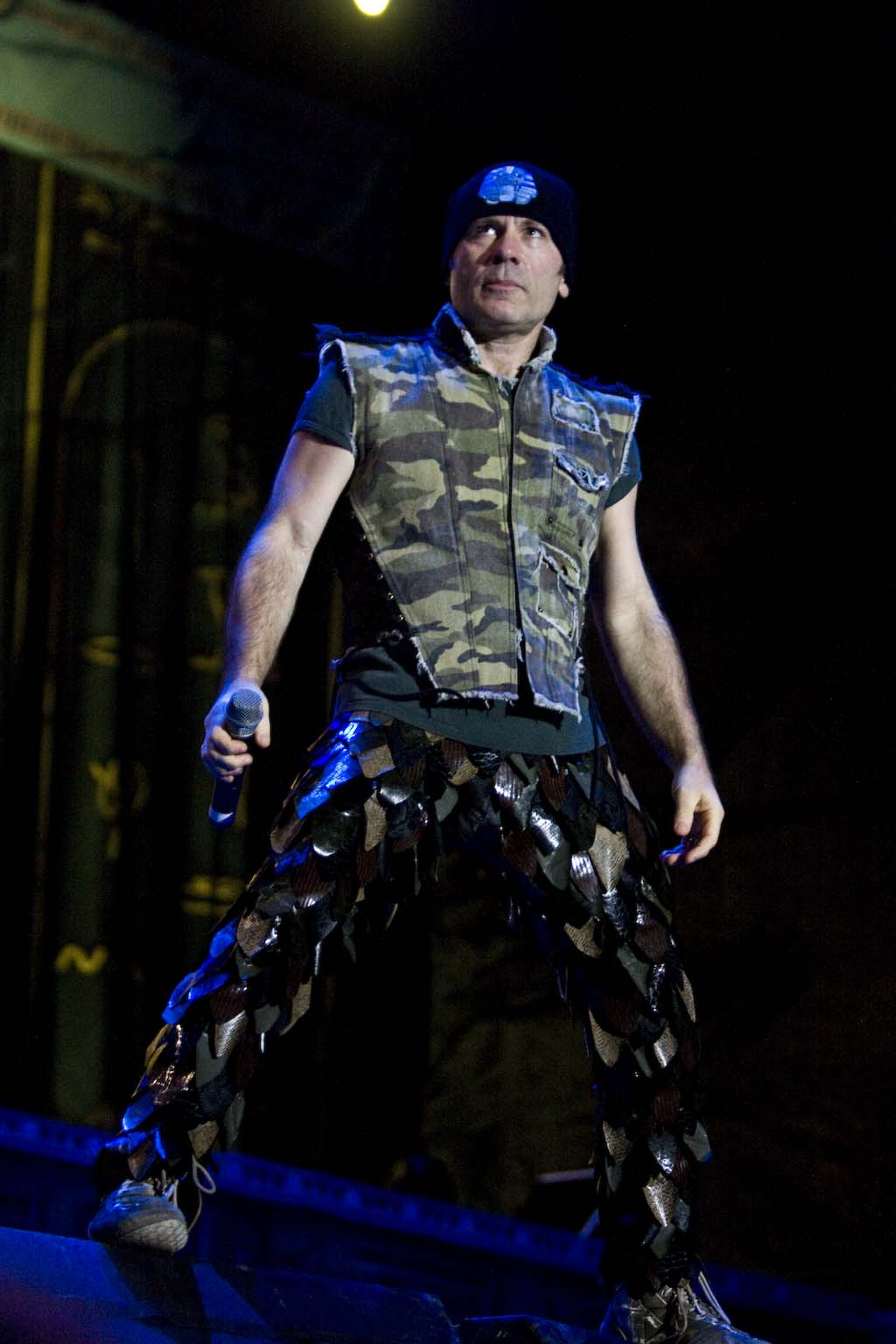
Дикинсон в составе Iron Maiden, 2008 год

Вместе с Эдрианом Смитом Дикинсон воссоединился с Iron Maiden в 1999 году. Теперь как группа с шестью участниками коллектив совершил небольшое турне, сет-лист которого был составлен по заявкам фанатов. После записи нового, двенадцатого по счёту студийного альбома, первого со времени ухода Брюса в 1993 году, группа отправилась в The Brave New World tour, апогеем которого стало выступление перед 250-тысячной аудиторией в Рио-де-Жанейро, которое было запечатлено для первого DVD Iron Maiden Rock In Rio.
В последующие годы Дикинсон остаётся участником группы: он принял участие в записи последних альбомов группы Dance of Death, A Matter of Life and Death, The Final Frontier, The Book of Souls и Senjutsu, выступая при записи материала также как соавтор музыки и текстов песен. С именем Дикинсона связан и происшедший с группой инцидент на Оззфесте в Сан-Бернандино, где Дикинсон проявил свои качества фронтмена.
В то же время Брюс продолжил заниматься и сольной карьерой, привлекая к ней своего друга Роя Зи. Ещё в самом начале воссоединения с Iron Maiden ими был выпущен концертный альбом Scream for Me Brazil. В 2001 году свет увидела компиляция лучших произведений сольной карьеры Дикинсона на двух дисках: The Best of Bruce Dickinson.
Летом 2005 года в продажу поступил альбом Tyranny of Souls, шестая сольная работа музыканта. Сочинение материала к этой пластинке Дикинсон проводил во время гастролей с Iron Maiden. Ориентируясь на несколько риффов, предложенных Роем Зи, вокалист писал тексты песен в комнатах отелей в свободное от выступлений время. Музыка и вокал были записаны в доме Роя Зи, в комнате, где стояла лишь одна кровать. Как объяснял Брюс в интервью журналу Classic Rock, он растянул мускулы, прыгнув со сцены, и испытывал сильную боль, поэтому был вынужден ложиться через каждые несколько минут. В то время как на создание The Chemical Wedding Брюса вдохновили алхимия и оккультизм, песни из нового альбома объединяла тема авиации и научной фантастики.
Как итог сольной карьеры летом 2006 года музыкант выпустил сборник своей видеографии Anthology, который отражает все этапы его творчества вне Iron Maiden: Samson, сольный тур 1991 года, Skunkworks, завершающий этап сольной карьеры (Scream for Me Brazil), а также содержит все клипы.
В 2011 году университет Queen Mary присвоил Брюсу Дикинсону почётную степень доктора наук в музыке.
В 2019 году Дикинсон стал почетным доктором философского факультета университета Хельсинки.
В 2012 году выходит переиздание «Концерта для группы с оркестром» Джона Лорда (Concerto for Group and Orchestra), впервые изданного в 1969 году с Иэном Гилланом в роли вокалиста. В новом, переработанном варианте концерта вокальную партию исполнил Брюс Дикинсон.

#### Trinity
В декабре 2001 года во время лондонского выступления группы Halford вокалист Роб Хэлфорд, Брюс Дикинсон и Джефф Тэйт (вокалист Queensrÿche) вышли на сцену для совместного исполнения песни «The One You Love To Hate» (с диска Роба Resurrection 2000 года). Этот альянс породил массу слухов о грядущем совместном альбоме трёх вокалистов под названием Three Tremors (по аналогии с известным классическим трио Доминго-Паваротти-Каррерас), примерной датой релиза называлось лето 2001 года. Продюсером альбома должен был выступить Рой Зи. Однако эта идея так никогда и не была реализована, поскольку музыканты пришли к выводу, что крайне сложно написать композиции, в которых равноценно были бы представлены три разных голоса, подобная работа отняла бы много времени, а на тот момент все три вокалиста были заняты работой в своих основных группах. В настоящее время лишь результаты совместной фотосессии являются свидетельством былых серьёзных намерений.

### Болезнь
19 февраля 2015 года на официальном сайте группы было опубликовано следующее сообщение:
Перед Рождеством наш вокалист Брюс Дикинсон посещал врачей для ежегодного профилактического обследования. В результате этих процедур у него была обнаружена небольшая раковая опухоль близ основания языка. Вчера был завершён прописанный ему семинедельный курс радио- и химиотерапии. Поскольку опухоль была замечена на самой ранней стадии её развития, то доктора дают весьма оптимистические прогнозы относительно полного выздоровления Брюса к маю. Затем ему понадобится пара месяцев, чтобы снова вернуться в привычную физическую форму. Пока же мы очень просим всех поклонников проявить уважение и терпение по отношению к личной жизни Брюса и членов его семьи. В конце мая мы обязательно опубликуем все новости о состоянии его здоровья.
Оригинальный текст (англ.)Just before Christmas, Maiden vocalist Bruce Dickinson visited his doctor for a routine check-up. This led to tests and biopsies which revealed a small cancerous tumour at the back of his tongue. A seven week course of chemotherapy and radiology treatment was completed yesterday. As the tumour was caught in the early stages, the prognosis thankfully is extremely good. Bruce’s medical team fully expect him to make a complete recovery with the all clear envisaged by late May. It will then take a further few months for Bruce to get back to full fitness. In the meantime we would ask for your patience, understanding and respect for Bruce and his family’s privacy until we update everyone by the end of May. Bruce is doing very well considering the circumstances and the whole team are very positive.
24 марта 2015 года на официальном сайте группы было опубликовано новое сообщение относительно здоровья Брюса:
За последние пару дней Брюс проходил осмотр у специалистов, его обследовали, в том числе и визуально, и мы рады сообщить всем и каждому, что ситуация настраивает на полнейшее выздоровление. У нас ещё нет окончательного подтверждения, что рак был полностью уничтожен до того, как Брюс сможет пройти МРТ-сканирование в мае, о чём ранее сообщал Род, и период восстановления займёт ещё несколько месяцев. Реакция на столь позитивные новости специалистов от Брюсa последовала немедленно — он несколько раз посещал офис Maiden, один раз побывал в Hybrid Air Vehicle, чтобы увидеть прогресс в работе, и заскочил в свой местный паб, крайне удивив и невероятно обрадовав всех его друзей, которые там собрались! Мы просто хотим поделиться этими позитивными новостями со всеми поклонниками группы и как и ранее продолжим держать вас в курсе всех официальных сообщений о прогрессе в отношении здоровья Брюсa именно здесь, на официальном сайте Iron Maiden.
Оригинальный текст (англ.)Over the last few days, Bruce has been to see his specialists and following examinations, including visual, we’re delighted to update everyone that the situation remains extremely optimistic for a full recovery. We will still not have final confirmation that the cancer has been completely eradicated until Bruce can have an MRI scan in May, as previously advised in Rod’s recent message to the fans on this site, and the period to full recovery will continue for a few months yet. Typically Bruce’s immediate reaction to the specialists’ good news was to be as active as feasibly possible, taking in a couple of visits to the Maiden office, one to the Hybrid Air Vehicle hangar to see latest progress, and a brief trip to his local pub, much to the surprise and delight of all his friends there! We just wanted to share this latest piece of good news with all Maiden’s fans and, as usual, we’ll continue to keep you all updated officially on Bruce’s progress, here on the Iron Maiden website.
15 мая 2015 года Iron Maiden сообщили о том, что Брюс абсолютно здоров. Обращение Брюса:
Я бы хотел поблагодарить фантастическую команду медиков, которая лечила меня в последние месяцы, результатом чего стали такие благие вести. Это сильно отразилось на моей семье, и во многом для них всё оказалось сложнее, чем для меня. Я бы также хотел от всей души поблагодарить всех поклонников за их трогательные и тёплые слова. Я истинно верю в позитивный исход и воодушевлён откликом от семьи MAIDEN, что получил в свой адрес. Что касается текущей ситуации, я невероятно мотивирован на свершения и с нетерпением жду возвращения в дело!
Оригинальный текст (англ.)I would like to thank the fantastic medical team who have been treating me for the last few months, resulting in this amazing outcome. It’s been tough on my family and in many ways it was harder for them than me. I’d also like to send a heartfelt thanks to all our fans for their kind words and thoughts. I’m a firm believer in trying to maintain a positive attitude, and the encouragement from the global Maiden family meant a great deal to me. Right now, I’m feeling extremely motivated and can’t wait to get back to business as usual, as soon as I can!

…и Рода Смоллвуда: 
«Мы все, без сомнения, крайне рады тому, что врачи избавили Брюса от рака. Несмотря на то, что Брюс жаждет возобновления активности MAIDEN, на всё потребуется время. Так что группа в этом году нигде не будет выступать. Мы знаем, что поклонники всё понимают и, как и все мы, предпочтут дождаться того момента, когда Брюс вернётся к своему уровню физической готовности и будет готов к туру. Сейчас главное сосредоточить всё внимание на новом альбоме IRON MAIDEN, и этим мы займёмся в ближайшие недели. Выход альбома, вне сомнения, планируется на этот год.
Ну и кроме того, я бы хотел поддержать слова Брюса и поблагодарить всех поклонников MAIDEN. Вы невероятно терпеливы и сразу же отреагировали позитивным образом на известия о здоровье Брюса в это непростое время, и вся команда невероятно ценит ваш позитивный отклик».

## Дискография
| Samson - Head On (1980) - Shock Tactics (1981) | Iron Maiden - The Number of the Beast (1982) - Piece of Mind (1983) - Powerslave (1984) - Somewhere in Time (1986) - Seventh Son of a Seventh Son (1988) - No Prayer for the Dying (1990) - Fear of the Dark (1992) - Brave New World (2000) - Dance of Death (2003) - A Matter of Life and Death (2006) - The Final Frontier (2010) - The Book Of Souls (2015) - Senjutsu (2021) | Bruce Dickinson - Tattooed Millionaire (1990) - Balls to Picasso (1994) - Skunkworks (1996) - Accident of Birth (1997) - The Chemical Wedding (1998) - Scream for Me Brazil (1999) - The Best of Bruce Dickinson (2001) - Tyranny of Souls (2005) - The Mandrake Project (2024) |  |

## Манера пения
На протяжении всей музыкальной карьеры манера пения Брюса Дикинсона не оставалась неизменной. В альбоме Shock Tactics группы Samson он отказался от крика, который часто заменял чистое пение на более ранних работах. Во время работы в Iron Maiden он постепенно поднимал свой профессиональный уровень, но наиболее зрелой работой с точки зрения вокального исполнения, по мнению Джо Шумана, для него стала сольная работа Accident of Birth, где музыкант к своему «невероятному вокальному диапазону добавил классическую технику и зрелость».
О вокальном диапазоне Дикинсона не существует авторитетных свидетельств. Существующие исследования, проведённые поклонниками творчества музыкантов, предполагают, что его вокальный диапазон составляет 3,5 октавы в полный голос (C#2-F#5) и 4 октавы с применением фальцета (G5-D6).
Основным признаком его вокала считается грудное пение (бэлтинг), переходящий в головной регистр.
В одном из интервью, отвечая на вопрос о музыкантах, повлиявших на его манеру исполнения, Дикинсон отметил следующее: «Парень по имени Артур Браун, который и спел „Fire“ в конце 1960-х, оказал на меня большое влияние. Питер Хэмилл из группы Van Der Graaf Generator. Ещё Йен Андерсон из Jethro Tull, особенно в том, что касается текстов. Влияния были очень разнообразные. Что же касается Гиллана, то в самом начале — да, его влияние было очень сильным, но всё несколько изменилось в Maiden; <здесь мой вокал> стал куда более похожим на оперный, чем гиллановский». В эпоху Skunkworks Дикинсон утверждал, что на его манеру пения в новой группе наибольшее влияние оказали Крис Корнелл и ранний Пол Роджерс.

## Анализ творчества
Музыкальная критика высоко оценивала Брюса Дикинсона как вокалиста, автора и шоумена; он считается одним из сильнейших метал-вокалистов всех времён и определённо «самым узнаваемым певцом, вышедшим из движения NWOBHM 1980-х годов». Как отмечал рок-критик Грег Прато, во многом именно Дикинсон своим «мощным вокалом, близким к оперному», обеспечил успех The Number of the Beast — альбома Iron Maiden, признанного «безоговорочной метал-классикой». Существенно важную роль в становлении группы сыграли и тексты её фронтмена, тематически и стилистически созвучные произведениям научной фантастики и литературы жанра фэнтези.
Оценивая сольную карьеру Дикинсона, рецензенты неизменно соотносили его релизы с планкой, заданной Iron Maiden. Как отмечал рок-критик Алекс Хендерсон, дебютный сольный альбом вокалиста Tattooed Millionaire во многом явился сюрпризом именно потому, что «не был сделан под мэйденовскую копирку». Отметив, что Дикинсон, смягчив звучание в сторону поп-метала и традиционного хард-рока, сознательно приоткрыл совершенно новую сторону своего дарования, критик признал «великолепным» альбом, который Maiden-фэнов, в основном, разочаровал.
Второй альбом Balls to Picasso получил разноречивые отклики; некоторые обозреватели (в частности, Джон Фрэнк) отметили, что «бегство» от убойного драйва Maiden сделалось для вокалиста едва ли не самоцелью: продемонстрировав полную освобождённость в самовыражении, он не сумел сказать какого-то качественно нового слова. Высказывались и обратные мнения: часть фэнов, поддерживавших Дикинсона, но невысоко оценивавших группу, сочли релиз вообще лучшим в его сольной карьере, в числе недостатков отмечая разве что политическую окраску и общую прямолинейность некоторых текстов.
Куда теплее был встречен Skunkworks; специалисты отметили, впрочем, что в этом альбоме певец, в основном, вернулся как к мэйденовским стандартам звучания, так и к «проверенной» научно-фантастической тематике. Винсент Джеффрис, признавая Skunkworks созвучным классическим релизам группы, отметил в музыке пластинки мотивы таких разных коллективов, как Rush, Deep Purple («Headswitch») и Soundgarden («I Will Not Accept the Truth»).
Критик С. Т. Эрлвайн счёл Accident of Birth почти совершенно сомкнувшимся с границами творческого пространства Iron Maiden (отметив, что вряд ли иного можно было и ожидать, учитывая возобновление здесь сотрудничества Дикинсона с Эдрианом Смитом). Расценив в целом песенный материал альбома как «неровный», неоспоримой удачей критик счёл композицию «Man of Sorrows». Этот же рецензент, оценивая концертный Alive in Studio A, отмечал, помимо мощи и компактности звучания, также тот факт, что Дикинсон и в середине 1990-х годов остался тем же отчаянным рокером, каким был в начале 1980-х.
Постепенно, к концу 1990-х годов, сравнивая релизы Iron Maiden и их экспериментировавшего на стороне вокалиста, пресса стала склоняться в своём выборе к песенному материалу последнего. Так, Эдуардо Ривадавия назвал The Chemical Wedding «долгожданным пристанищем» для Maiden-фэнов, изнурённых «посредственностью очень уж затянувшейся эры Блэйза Бэйли» (англ. A welcome sanctuary... for disgruntled Iron Maiden fans, suffering through the all-too-long mediocrity of the Blaze Bayley era). По мнению рецензента, вокалист группы (вновь в творческом содружестве с Эдрианом Смитом) создал работу, в которой присутствовали «те самые агрессия, уверенность в себе, а главное, верность эстетике модерн-метала, которые напрочь выветрились из релизов Iron Maiden того времени».
Отмечалось при этом, что музыкант на своём пути к «корням» в полной мере сохранил творческую индивидуальность и широту музыкального мышления. Так, Allmusic, расценивая альбом Tyranny of Souls как во многом глубоко мэйденовский («Mars Within», «Power of the Sun»), отмечал в нём присутствие элементов (фортепианные пассажи в «Kill Devil Hill», гитарная акустика «Navigate»), которые были бы немыслимы в творчестве его основной группы. Критики не раз подчёркивали разнообразие сольного творческого наследия Брюса Дикинсона, в полной мере соответствующее разносторонности многогранной личности музыканта, имеющего репутацию «ренессансной фигуры» современной метал-сцены.

## Другие грани

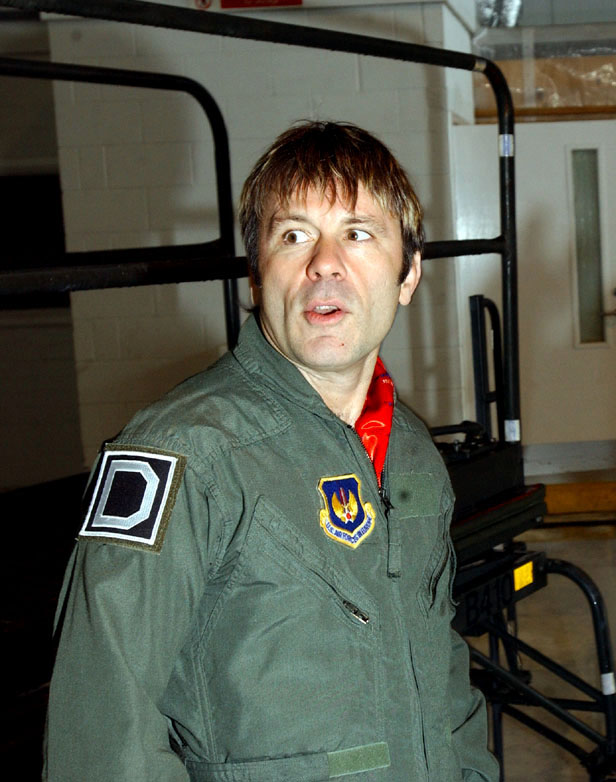
Дикинсон в форме пилота

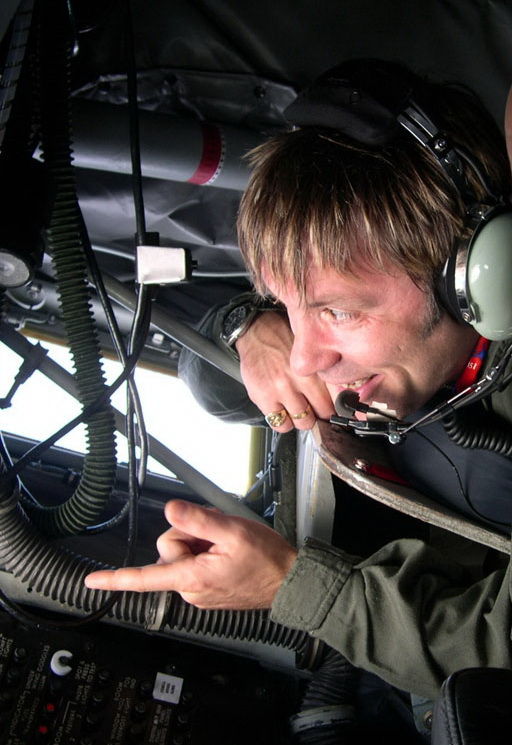
Брюс Дикинсон в кабине Boeing KC-135 Stratotanker

Увлечения Брюса Дикинсона не ограничиваются только музыкой и фехтованием: на протяжении большей части своей творческой карьеры певец помимо напряжённой работы в составе Iron Maiden находил время для реализации других граней своей творческой натуры.

### Авиация
Так, одним из самых больших увлечений музыканта является авиация. Лицензию пилота Брюс получил в начале 90-х годов. По его признанию, авиацией он интересовался ещё в школьные годы, но не выбрал это направление для получения университетского образования, поскольку плохо знал физику и математику. Когда же лицензию пилота получил барабанщик Iron Maiden Нико Макбрэйн, вокалист счёл, что он ничем не хуже, и также записался на курсы. Лицензия пилота позволила Дикинсону совершать перелёты с остальными участниками Iron Maiden во время гастрольных туров (он использовал Cessna 421), во времена Skunkworks он в одиночку совершал перелёты между городами, тогда как остальные участники группы и техники добирались до места назначения поездом. Позже Дикинсон получил лицензию второго пилота (англ. first officer) и совершал перелёты на Boeing 757 в качества пилота гражданской авиации (он был сотрудником компании British World Airlines). После событий 11 сентября в Нью-Йорке и банкротства British World Airlines он стал работать на Astraeus Airlines. В 2007 году он получил должность капитана. Своё увлечение полётами Дикинсон объяснил также тем, что после разрыва с Iron Maiden он предполагал, что его сольная карьера не заладится и он останется безработным. «Когда Iron Maiden подойдут к финальной черте — а это очевидно когда-то произойдёт — я буду обеспечен работой до 65 лет», — говорит он теперь.
Весной 2005 года в эфир телеканала Discovery вышла 5-серийная передача «Flying Heavy Metal», в которой последовательно рассказывалась история авиации с 1945 года. В качестве ведущего выступил Брюс Дикинсон, который брал интервью у инженеров, конструкторов и всех тех, кто был вовлечён в процесс авиастроительства.
20 июля 2006 года Брюс вывез по воздуху 200 британских подданных на родину из охваченного военными беспорядками Бейрута (Ливан). На Кипре он подобрал эвакуированных и посадил Боинг 757 в аэропорту Гатвик. По словам его коллеги, Брюс проявляет большой интерес в помощи людям, которые попали в международные конфликты, и заботится о том, что с ними происходит.
В сентябре 2010 года Брюс Дикинсон получил статус директора по маркетингу в компании Astraeus Airlines. В 2012 году он создал крупную авиаремонтную компанию Cardiff Aviation Ltd в ангаре Twin Peaks в районе Сент-Этан (Вейл-оф-Гламорган, Южный Уэльс), на более чем тысячу рабочих мест. Компания занимается восстановлением и лизингом бывших в употреблении самолётов, а также подготовкой пилотов.
В одном из интервью на вопрос о том, как ему удаётся совмещать профессии музыканта и пилота гражданской авиации, Дикинсон ответил: «Когда я работаю лётчиком — я лётчик на полную ставку и своими делами занимаюсь в отпуск и по выходным. Беру отпуск. Записывать новый альбом Iron Maiden — не самый плохой вариант проведения отпуска. Вот ты, например, как ты провёл свой отпуск? А я, вот, записывал альбом с Iron Maiden».

### Радио и телевидение
С марта 2002 по май 2010 года Брюс Дикинсон вёл собственное радиошоу Bruce Dickinson Rock Show на радиостанции BBC 6 Music. На протяжении восьми лет каждую пятницу в его программе появлялись лучшие исполнители в жанре хард-рок и хэви-метал. В 2010 году BBC исключили программу из ротации. Bruce Dickinson Rock Show, впрочем, не был первым опытом ведения радиопередач для музыканта: ранее он вёл несколько передач Masters of Rock на радиостанции BBC Radio 2.
12 лет Брюс писал сценарий к фильму «Химическая свадьба», в котором повествуется о человеке, в которого переселилась душа Алистера Кроули — известнейшего оккультиста и практика чёрной магии, которого называли «самым зловещим человеком Британии». Премьера фильма «Химической свадьбы» состоялась 4 мая 2008 года на Лондонском фестивале научно-фантастических и фэнтезийных фильмов в кинозале Apollo West End Cinema. Фильм также был представлен на Каннском кинофестивале месяцем позже. Лента получила высшую награду на Афинском международном фестивале научно-фантастических и фэнтезийных фильмов (17 марта 2009 года), а также специальную награду на испанском фестивале Cryptshow (июль 2009 года).

## Семья и личная жизнь

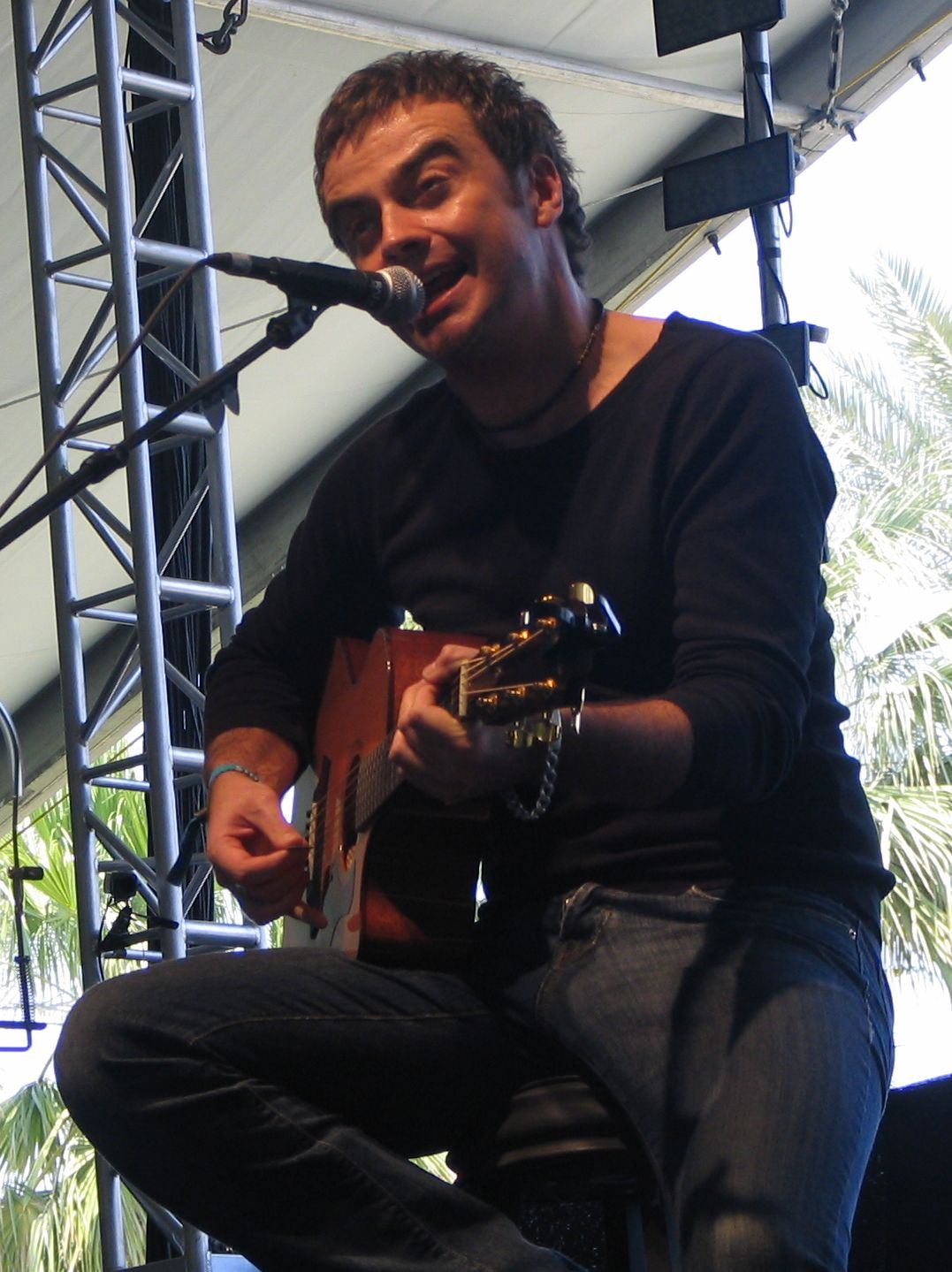
Роб Дикинсон

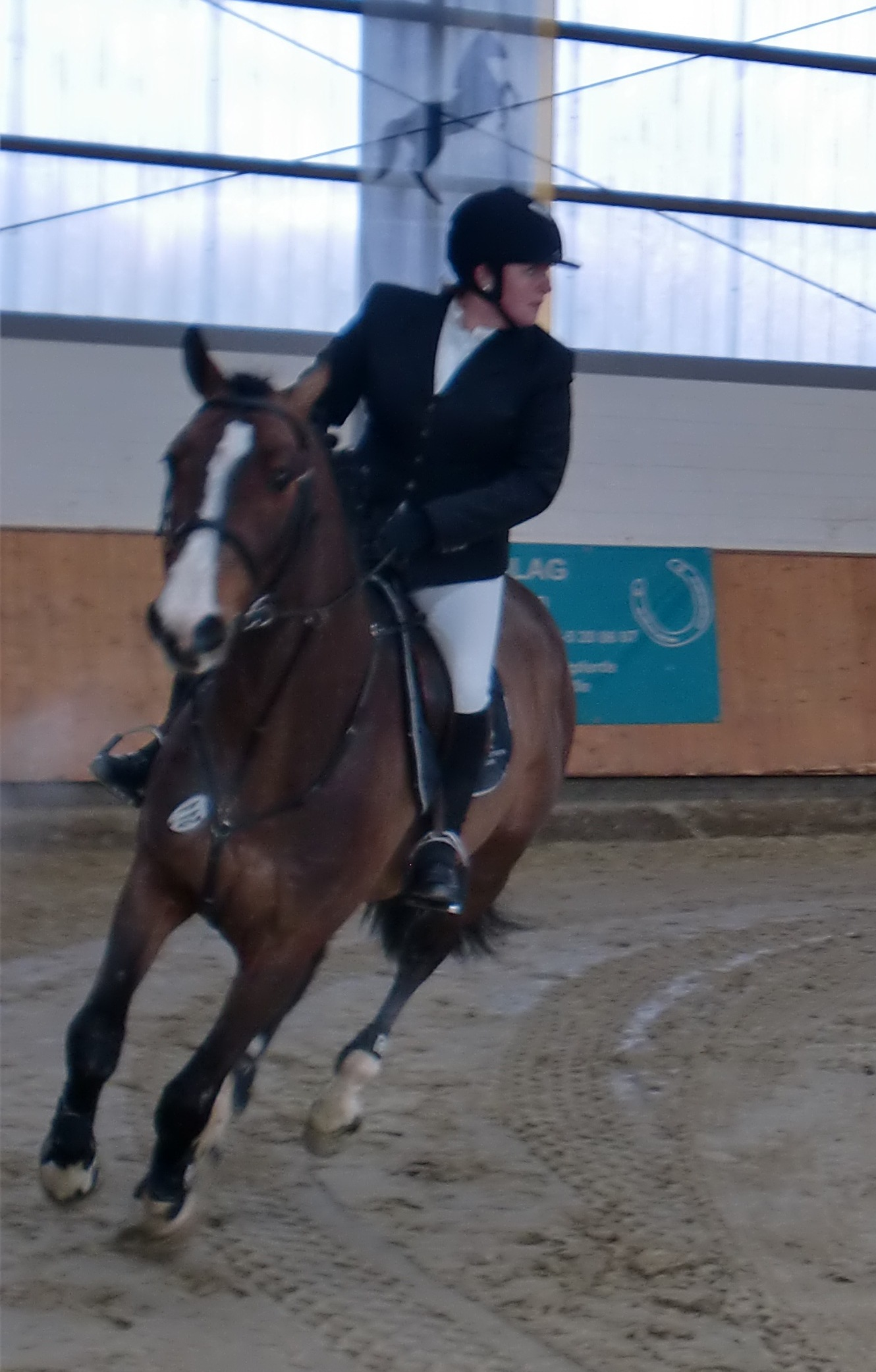
Хелена Вайнберг

С 1984 по 1987 год Брюс Дикинсон был женат на Джейн Дикинсон (англ. Jane Dickinson). С его первой женой связана неприятная история, которая стала известна общественности после публикации книги «The Dirt: Confessions of the World’s Most Notorious Rock Band» (2001) — автобиографии американской группы Mötley Crüe. В этой книге басист Никки Сикс рассказал историю, как после одного из концертов к нему в отельный номер через окно проникла девушка, предложившая заняться сексом. Известный своим разгульным образом жизни музыкант воспользовался предложением. На следующий день, когда Брюс Дикинсон пришёл знакомиться с участниками Mötley Crüe в сопровождении юной девушки, Сикс узнал в ней ночную посетительницу. По предположению басиста, Дикинсон не знал об этой истории до выхода скандальной книги. Как бы там ни было, с Джейн Брюс развёлся ещё в 1987 году и к тому времени был повторно женат. Позже, в своих воспоминаниях «The Heroin Diaries: A Year in the Life of a Shattered Rock Star» Сикс вспоминал эту историю с сожалением и в свою защиту говорил о том, что не имел представления, кем является эта девушка, кроме того, инициатором их близости была она. Существует распространённое мнение, что песня «Tattooed Millionaire» была написана о Сиксе, но сам Дикинсон никогда не подтверждал эту информацию.
Второй раз Дикинсон женился на Падди Дикинсон (англ. Paddy Dickinson) (урождённая Bowden) в 1990 году. Брюс и Падди имеют 3 детей: Остин (англ. Austin Dickinson) (род. 1990), Гриффин (англ. Griffin Dickinson) (род. 1992) и Киа Мишель (англ. Kia Michelle Dickinson) (род. 1994). Старший сын, Остин Дикинсон, вокалист британской металкор-группы As Lions. В конце 2019 года стало известно, что Брюс и Падди решили разойтись после почти 30 лет совместной жизни. С 2019 года Брюс живет со своей новой девушкой фитнес-тренером Лианой Дольчи. 18 мая 2020 года Падди была найдена мёртвой в их бывшем семейном доме в Чизуике, Западный Лондон.
Двоюродный брат Брюса, Роб Дикинсон (Rob Dickinson, род. 1965), также певец, в настоящее время выступающий сольно, ранее — участник группы Catherine Wheel (англ.). Сестра Брюса — немецкая наездница Хелена Вайнберг (нем. Helena Weinberg, ныне известная как Helena Stormanns, род. 1963). Размышляя о своём детстве и одиночестве, которое преследовало его из-за постоянных переездов родителей, Дикинсон вспоминал: «Единственный человек, у кого было много друзей — моя сестра Хелен, которая родилась, когда я впервые переехал в Шеффилд. Она была полной моей противоположностью. Очень светская. Занималась верховой ездой, и у неё были сотни друзей». В детстве Брюс дистанцировался от сестры и, по его собственным словам, продолжает это делать по настоящее время, объясняя это тем, что она была запланированным ребёнком.